# Гилянчай
Гилянчай (азерб. Gilançay) — река в Азербайджане, левый приток Аракса. Протекает по территории Ордубадского района Нахичеванской Автономной Республики.

## Описание
Длина реки — 53 км, площадь бассейна — 426 км². Исток Гилянчая расположен на Зангезурском хребте, на высоте около 2700 м. Годовой речной сток составляет 122 миллиона м³. Река в основном питается снеговыми и подземными водами. Вода реки используется для орошения.
Главным притоком реки является Парагачай, другие притоки — Зайлара, Нувушчай, Тивичай, Насирвазчай, Саккарсу (все — левые).